# Große Hungersnot in Irland

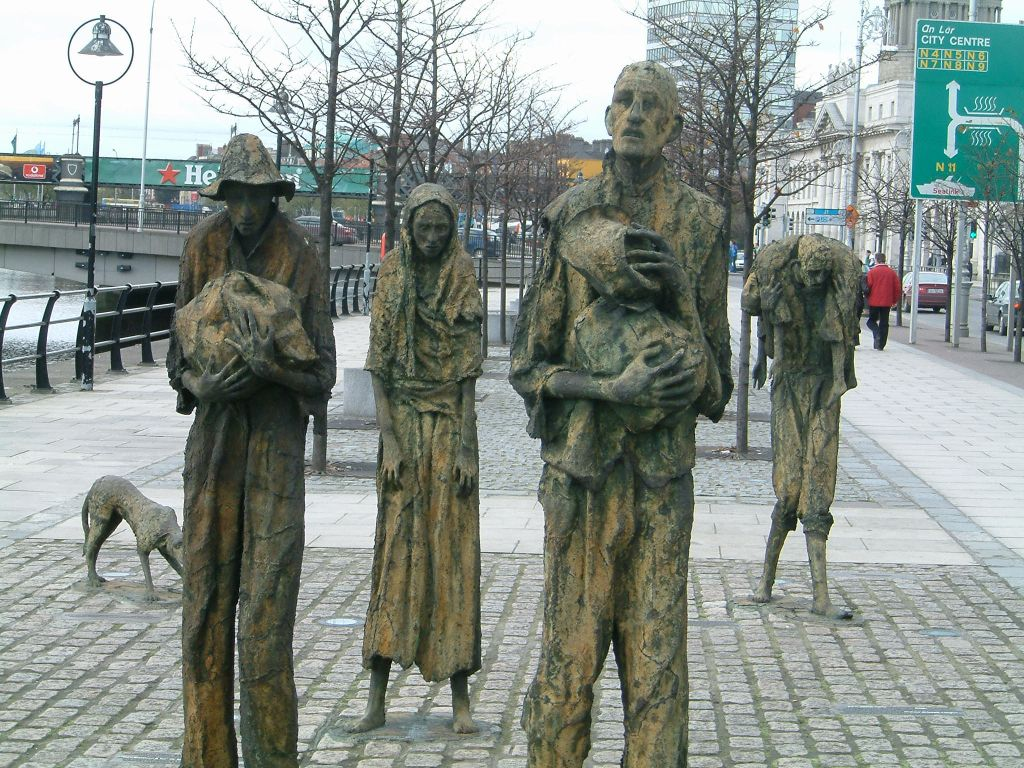
Denkmal Famine Monument für die Opfer der Hungersnot, Dublin (Teilansicht)

Die als Große Hungersnot (irisch An Gorta Mór; englisch Great Famine oder Irish potato famine) in die Geschichte eingegangene Hungersnot zwischen 1845 und 1849 war die Folge mehrerer durch die damals neuartige Kartoffelfäule ausgelöster Missernten, durch die das damalige Hauptnahrungsmittel der Bevölkerung Irlands, die Kartoffel, vernichtet wurde. Die Folgen der Missernten wurden durch die Laissez-faire-Ideologie und die wirtschaftsliberale Politik der Whig-Regierung unter Lord John Russell noch erheblich verschärft.
Infolge der Hungersnot starben eine Million Menschen, etwa zwölf Prozent der irischen Bevölkerung. Weitere zwei Millionen wanderten aus. Von dem massiven Bevölkerungsverlust hat sich Irland bis in die Gegenwart nicht erholt.

## Ursachen und Vorgeschichte
Irland stand seit dem Jahr 1541 völlig unter englischer Herrschaft. Der Boden in Irland gehörte überwiegend englischen Großgrundbesitzern. Die irischen Bauern bearbeiteten das Land als Pächter, bauten darauf Getreide und Kartoffeln an und hielten kleine Mengen Vieh. Getreide und tierische Produkte dienten zur Pachtzahlung an die Großgrundbesitzer und wurden nach England verbracht, wohingegen die Kartoffeln, die einfach, billig und schnell anzubauen waren, das Grundnahrungsmittel der irischen Bevölkerung darstellten. Schon ein kleines Stück Land reichte, um eine Großfamilie mit Kartoffeln zu ernähren. Da etwa die Hälfte der acht Millionen Iren sich ausschließlich von Kartoffeln ernährte, entstand eine Abhängigkeit von dieser Nahrungsquelle, die Volkswirtschaftler schon vor der Hungersnot als große Gefahr erkannt hatten.
Seit der Katholikenemanzipation beginnend im Jahr 1778 hatten die katholischen Iren zwar das Recht erhalten, Land zu besitzen, sie hatten aber nur selten die Mittel, dieses zu kaufen.
Da 72 % der irischen Bevölkerung von der Landwirtschaft lebte, wurde das Pachtland immer knapper. Eine Regierungskommission unter der Führung des Earl of Devon (Devon-Kommission), die die Zustände in Irland untersuchte, stellte fest, dass in Irland mindestens acht Morgen (etwa 2 Hektar) Land zum Überleben notwendig waren. Jedoch waren sieben Prozent der Pachtlandstücke größer als 30 Morgen, hingegen 45 Prozent kleiner als fünf Morgen, mithin unterhalb der Ernährungsgrenze. In der ärmsten Provinz, Connacht im Westen Irlands, betrug der Anteil derart kleiner Stücke sogar 65 Prozent.
Beschäftigungsmöglichkeiten außerhalb der Landwirtschaft waren praktisch nicht vorhanden, da außer in Nordirland (Ulster) wenig Industrie existierte, ihr Wachstum war durch einseitige Zollschutzmaßnahmen Großbritanniens stark beschränkt. Zwar legten Untersuchungskommissionen und Wirtschaftstheoretiker verschiedene Vorschläge zur Förderung der irischen Wirtschaft und Industrie vor, etwa durch Landreformen und die Stärkung der Rechte der Pächter, öffentliche Bauprojekte oder die Errichtung eines Eisenbahnnetzes. Keiner dieser Vorschläge wurde verwirklicht, da sie der liberalistischen Wirtschaftspolitik des Laissez-faire im damaligen Großbritannien nicht entsprochen hätten. Der zufolge sollte der Staat möglichst nicht in die Wirtschaft eingreifen. Verschärft wurde der Mangel an Land und Arbeitsplätzen durch eine vorangegangene regelrechte Bevölkerungsexplosion. Ursache für den Bevölkerungszuwachs war allerdings ebenso der Kartoffelanbau, der es möglich machte, auch auf kleinen Landstücken eine Familie mehr oder weniger „durchzubringen“, d. h. minimal zu ernähren. Zudem war es üblich, sehr jung zu heiraten und viele Kinder zu bekommen.

## Hungersnot

### Kartoffelfäule
Der Nachteil der Abhängigkeit von der Kartoffel war, dass diese, typisch für durchgehenden monokulturellen Anbau, anfällig für Krankheiten wurde. Da sich der Boden nicht durch abwechselnden Anbau anderer Feldfrüchte erholen konnte, hatten es kartoffelspezialisierte Krankheitserreger leicht, sich mehr und mehr im Boden zu verteilen und ihn zu durchseuchen. Bereits vor 1845 hatte es in Irland immer wieder (häufig lokal begrenzte) Ernteausfälle und Hungersnöte gegeben, so etwa eine Hungersnot vergleichbaren Ausmaßes 1740–1741. Zwischen 1816 und 1842 gab es 14 Kartoffel-Missernten. Der Grund für diese Serie dürfte vor allem auf den Ausbruch des Vulkans Tambora zurückzuführen sein, der weltweit das Klima beeinflusste, sodass das Jahr 1816 sogar als das Jahr ohne Sommer in die Geschichte einging. Der Dauerregen durchnässte den sandigen, luftigen, trockenen Boden, den die Kartoffel braucht, um optimal zu gedeihen, schwemmte die Krankheitserreger überallhin und schuf damit den optimalen Rahmen für die nachfolgende Katastrophe.
Im Jahr 1842 trat in Nordamerika eine bis dahin unbekannte Krankheit auf, die fast die gesamte Ernte vernichtete. Ausgelöst wurde diese „Kartoffelfäule“ (engl. blight) durch den Oomyceten (Eipilz) Phytophthora infestans, der bewirkt, dass die Knollen verfaulen. Die Sporen werden vom Wind verbreitet und gedeihen in kaltem, feuchtem Klima besonders gut. Zwar werden nicht alle Kartoffelsorten von der Kartoffelfäule befallen, doch wurden zu jener Zeit in Irland nur zwei Sorten angebaut, die beide anfällig waren. Somit fand der Oomycet in Irland besonders gute Bedingungen vor.
Der Oomycet hatte sich, kommend von Nordamerika, nach Europa ausgebreitet. Für den Sommer 1845 wurden Ernteausfälle in den Niederlanden, Belgien und Frankreich prognostiziert, im August desselben Jahres waren auch in England Pflanzenschäden zu erkennen. Am 13. September wurden in Irland erstmals Blattverfärbungen gemeldet, die darauf schließen ließen, dass auch die dortige Ernte befallen sein würde. Doch hoffte man, dies würde nur einen kleinen Teil betreffen. Zur Erntezeit im Oktober musste man jedoch feststellen, dass die Ernte beinahe vollständig zerstört war.

### Politische Reaktionen

Vergleich der Bevölkerungsentwicklung von Irland und Europa

#### Überblick
Die politischen Reaktionen waren allgemein sehr zurückhaltend. Gemäß der damals herrschenden wirtschaftspolitischen Ideologie und den daraus resultierenden Prinzipien des laissez-faire sollte sich der Staat möglichst wenig in die Wirtschaft einmischen. Ein Eingriff des Staates in den Handel und die Verteilung von Nahrungsmitteln wurde als Verstoß gegen dieses laissez-faire angesehen. Deshalb wurde z. B. ein zeitlich befristetes Verbot des Exports von irischem Getreide und auch ein Verbot der Alkoholdestillation aus Lebensmitteln trotz der Hungersnot nicht in Betracht gezogen, obwohl sich diese Maßnahmen bei früheren Missernten als sehr erfolgreich erwiesen hatten. Die Ablehnung dieser in der Vergangenheit oft praktizierten Staatsinterventionen markierte einen radikalen Politikwechsel. Darüber hinaus führten die europaweiten Missernten in den Jahren 1846 bis 1849 zu einer steigenden Nachfrage nach Weizen, während viele europäische Staaten gleichzeitig den Export von Lebensmitteln unterbanden, um in ihren Ländern eine Hungersnot zu verhindern. Dies bewirkte, dass das Vereinigte Königreich Großbritannien und Irland in den Jahren der Hungersnot mehr Weizen exportierte als in den Jahren zuvor.
Die Iren erlebten zu ihrer großen Verbitterung, dass große Mengen an Nahrungsmitteln von Irland nach England verbracht wurden, während viele Menschen in Irland verhungerten. Die meiste Zeit der fünfjährigen Hungerperiode hindurch war Irland ein Nettoexporteur für Nahrungsmittel. John Mitchel formulierte 1861 eine verbreitete Ansicht:

“The Almighty, indeed, sent the potato blight, but the English created the Famine.”

„Der Allmächtige, gewiss, sandte die Kartoffelfäule, aber die Engländer schufen die Hungersnot.“

#### Premierminister Sir Robert Peel
Großbritanniens Premierminister Sir Robert Peel ergriff im November 1845 zunächst Gegenmaßnahmen, indem er – ohne Genehmigung des Kabinetts – den Kauf von Mais aus den USA im Wert von £ 100.000 anordnete. Der Mais sollte durch eine Relief Commission in Irland verkauft werden, die Preise entsprachen zunächst den Selbstkosten, ab 1846 musste der Mais auf Anweisung der Relief Commission zu Marktpreisen an die Bevölkerung verkauft werden. Allerdings konnte ein Großteil der Bevölkerung diese Preise nicht bezahlen; die meisten hungernden Iren besaßen überhaupt kein Bargeld. Später wurden auch Arbeitsbeschaffungsmaßnahmen eingeführt, die ebenfalls durch die Relief Commission koordiniert wurden.
In Großbritannien wurde die politische Auseinandersetzung um Hilfsmaßnahmen zugunsten Irlands zeitweise von der Debatte über die Abschaffung der Einfuhrzölle für Getreide, der sogenannten Corn Laws, überschattet. Diese waren zum Schutz der britischen und irischen Getreidewirtschaft vor Konkurrenz erlassen worden. Mit der offiziellen Begründung, dass diese Zölle den Import von Nahrungsmitteln auch für Irland verteuerten, stritt Robert Peel für die Abschaffung der Corn Laws. Historiker halten diese Argumentation allerdings für einen Vorwand, da ausweislich der damaligen Parlamentsdebatten kaum ein Abgeordneter davon ausging, dass die Abschaffung der Corn Laws die irische Hungersnot verringern würde. Auch aus den parlamentarischen Reden Peels geht hervor, dass Irland aufgrund der großen Dominanz des landwirtschaftlichen Sektors zu den Landesteilen gehören würde, für die die Abschaffung der Corn Laws eher nachteilig sein musste. Als für das Jahr 1846 eine noch schlechtere Kartoffelernte vorauszusehen war, erreichte Peel die Abschaffung der Corn Laws, verlor jedoch die Unterstützung seiner Partei.

#### Premierminister John Russell

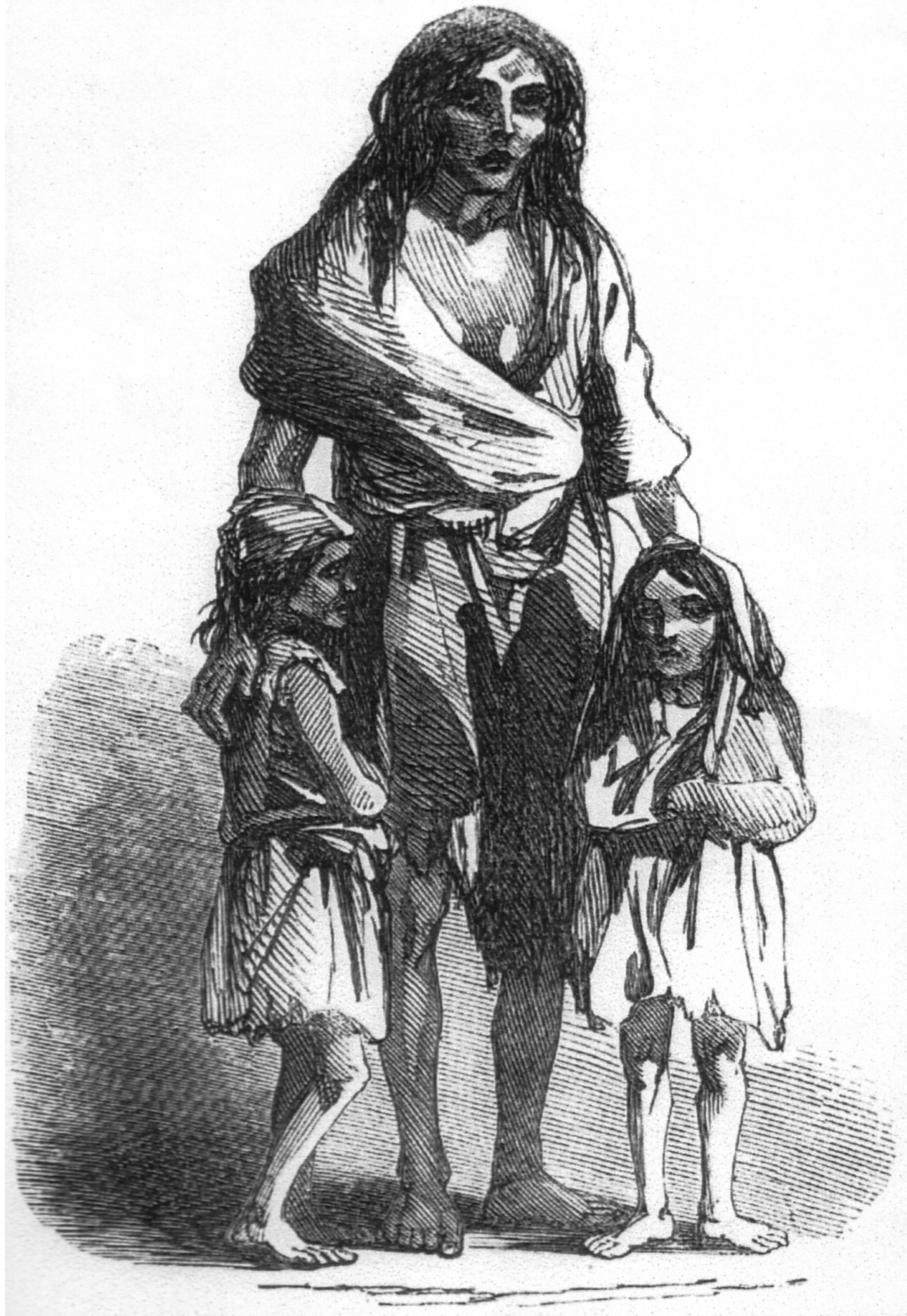
Die zeitgenössische Zeichnung stellt Bridget O’Donnel und ihre Kinder dar. Ihre Geschichte wurde in der Illustrated London News vom 22. Dezember 1849 dargestellt: „… im November letzten Jahres wurden wir vor die Tür gesetzt, da wir mit der Pacht in Rückstand waren. Ich lag zu diesem Zeitpunkt im Fieber … sie begannen damit das Haus niederzureißen und hatten die Hälfte bereits abgerissen, als zwei Nachbarfrauen, Nell Spellesley und Kate How, mich hinaus trugen … Ich wurde in eine Hütte getragen und lag dort acht Tage lang, bis ich die Kreatur (das Kind) tot geboren hatte. Danach lag ich noch drei Wochen darnieder. Meine ganze Familie bekam Fieber, und ein Junge, 13 Jahre alt, starb vor Entbehrung und Hunger, während wir krank darnieder lagen.“

Im Juni 1846 wurden die regierenden Tories von den Whigs abgelöst. Der neue Premierminister war John Russell, ein entschiedener Anhänger der Laissez-faire-Ideologie. Die Whigs und ihre Anhänger fürchteten eine wachsende Abhängigkeit der Iren von staatlicher Unterstützung mehr als eine Ausweitung des Hungersterbens. Zudem hatten die Befürworter des Manchesterliberalismus viele Sitze gewonnen. Diese befürworteten eine Verkleinerung des Staates und eine Kürzung der Staatsausgaben, ihnen waren insbesondere die Hilfsleistungen für Irland ein Dorn in Auge. Nach der Regierungsübernahme wurde die Relief Commission abgeschafft und angeordnet, dass die Arbeitsbeschaffungsmaßnahmen ausschließlich durch den irischen Landesteil finanziert werden mussten.
Im Herbst 1846 war nicht nur die Kartoffelernte, sondern aufgrund des ungünstigen Wetters auch die Weizen- und Haferernte betroffen. Dennoch mussten die irischen Pächter weiterhin die volle Pacht aufbringen und hierzu Getreide und tierische Produkte verkaufen, die nach England exportiert wurden. Angeblich lagen für jedes Schiff, das Nahrungsmittel nach Irland brachte, mehrere Schiffe im Hafen, die Nahrungsmittel ausführten. Pächter, die die Pacht nicht aufbringen konnten, wurden von Haus und Hof vertrieben (oft wurden die Häuser dabei als Strafe abgebrannt) und verloren damit jegliche Lebensgrundlage. Dies widerfuhr Zehntausenden; ein berüchtigtes Beispiel hierfür ist der Ballinlass Incident.
Von Seiten der Regierung gab es gemäß dem englischen Armengesetz (Poor Law), das 1838 auch in Irland eingeführt worden war, keine direkte finanzielle oder materielle Unterstützung an die Hungernden. Hilfe war nach dem Armengesetz einzig in den gefängnisähnlichen Armenhäusern (workhouses) vorgesehen, die wiederum mit Absicht möglichst abschreckend eingerichtet waren. Dahinter stand die Absicht, eine Abhängigkeit von staatlicher Unterstützung zu verhindern und stattdessen auf die Eigeninitiative der Betroffenen zu setzen. Im Jahr 1847 war das Armengesetz dahingehend geändert worden, dass der irische Landesteil die irischen Armenhäuser selbst finanzieren musste. Die stark ansteigende Zahl der Hilfebedürftigen brachte das System an seine Grenzen. Die Insassen konnten nur unzureichend ernährt werden, mussten aber harte körperliche Arbeit verrichten. Zudem waren die hygienischen Bedingungen katastrophal, es entwickelten sich Seuchen. Im März 1847 kam es in den Arbeitshäusern zu einer Todesrate von 2,4 Prozent der Insassen pro Woche, die im April 1847 auf 4,3 Prozent anstieg.
Einzig durch die Organisation von Arbeitsbeschaffungsmaßnahmen griff die Regierung ein. Die Kosten für diese Maßnahmen sollten von irischen Kaufleuten und Großgrundbesitzern getragen werden. Da diese aber aufgrund der schlechten Ernten ebenfalls nahezu bankrott waren, waren sie weder willens noch in der Lage, hierfür Geld aufzuwenden, sodass doch der Staat einspringen musste. Hinzu kam, dass aufgrund des harten und langen Winters 1846/1847 die Kosten weiter stiegen. Waren im Oktober 1846 114.600 Arbeitsplätze vermittelt worden, so waren es im Januar 1847 570.000 und im März desselben Jahres 734.000. Insgesamt wendete der Staat während der Hungersnot £ 10.500.000 für die Arbeitsbeschaffungsprogramme auf, das Geld wurde überwiegend als Kreditvergabe an den irischen Landesteil verbucht. Diese Summe stand in starkem Kontrast zu den Summen, die für andere Projekte ausgegeben wurden. So erhielten beispielsweise die westindischen Sklavenhalter eine Kompensation von £ 20.000.000 für die Abschaffung der Sklaverei.
In vielen Fällen dauerte das Genehmigungsverfahren für Arbeitsbeschaffungsmaßnahmen so lange, dass einige der ausgewählten Arbeiter bei Projektbeginn bereits zu ausgezehrt waren, um noch arbeiten zu können:

“Often in passing from district to district have I seen the poor enfeebled labourer, young and old alike, laid down by the side of the bog or road, on which he was employed, too late for kindness to avail, nevertheless, giving his dying blessing to the bestowers of tardy relief.”

„Während ich von Distrikt zu Distrikt zog, habe ich oftmals den entkräfteten Arbeiter gesehen, jung oder alt, der an dem Sumpfrand oder an der Straße lag, an der er hätte arbeiten sollen, für ihn kam die Hilfe zu spät, dennoch sprach er einen letzten Segenswunsch für diejenigen, welche die verspätete Hilfe eingeleitet hatten.“

Im Februar 1847 verschlimmerte sich die Lage, als starke Schneefälle das Überleben der bereits vom Hunger geschwächten Bevölkerung erschwerten. Viele Vertriebene zogen damals heimatlos umher und fielen der Kälte zum Opfer. Auch Seuchen wie Typhus grassierten. Schließlich war ein Großteil der Bevölkerung physisch nicht mehr in der Lage, in den Arbeitsbeschaffungsprojekten zu arbeiten und sich so die staatliche Unterstützung zu verdienen. Im Frühjahr 1847 wurden die Arbeitsbeschaffungsprogramme wegen der hohen Kosten beendet. Ein starker Anstieg der Todesfälle zwang Premierminister Russell, entgegen seinen Absichten Suppenküchen einzurichten, die zum Teil durch Kreditvergabe der englischen Regierung und zum Teil durch Spenden aus aller Welt finanziert wurden. Auch die Choctaw, ein nordamerikanisches Indianervolk, das einige Jahre zuvor den Pfad der Tränen erlitten hatte, spendeten Geld. Ihnen zu Ehren errichteten die Iren 2017 das Denkmal Kindred Spirits. Im August 1847 wurden drei Millionen Menschen durch diese Suppenküchen ernährt.
Im September 1847 wurde die Hungersnot für beendet erklärt und die staatliche Kreditvergabe an die Suppenküchen eingestellt. Die Initiative dazu ging von dem Leiter des Schatzamts Sir Charles Trevelyan, 1. Baronet (1807–1886) aus. Dieser hielt die Hungersnot für eine direkte Folge der „allwissenden und barmherzigen Fürsorge“, die die seiner Ansicht nach Malthusianische Katastrophe nur verlängern würde. Das Elend hielt an und 1848 und 1849 fielen die Kartoffelernten erneut aus. 1848 versuchte die Bewegung „Junges Irland“ unter Führung von William Smith O’Brien und Charles Gavan Duffy, die Unabhängigkeit Irlands von Großbritannien zu erkämpfen. Der kaum organisierte und schlecht ausgerüstete Aufstand wurde schnell niedergeschlagen.
Das Ende der Hungersnot wird zumeist mit dem Jahr 1849 angegeben. Quellen zufolge lagen aber noch 1851 in manchen Gegenden Leichen von Hungertoten am Straßenrand. Die Armut in Irland war ebenso wenig vergangen wie die langfristigen Folgen der Hungersnot.

## Folgen

### Demographische Folgen

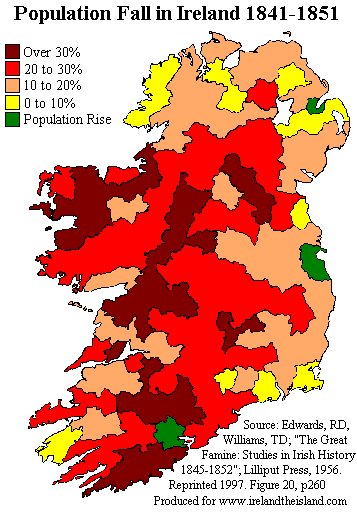
Verringerung der irischen Bevölkerung zwischen 1841 und 1851

1841 lebten über 8,1 Millionen Menschen in Irland. Schätzungen zufolge hätten sich diese Zahlen bei einer normalen Entwicklung auf 9 Millionen belaufen müssen. Stattdessen waren es nach der Hungersnot um 2,5 Millionen weniger – 6.552.000. Mindestens eine Million davon war am Hunger und dessen Folgen gestorben. 1,5 Millionen Menschen versuchten ihr Glück in Kanada, Australien, den USA und den Industriezentren Englands.
In den Jahren 1841 bis 1844 emigrierten durchschnittlich etwa 50.000 Iren pro Jahr. Nach der Kartoffelmissernte 1845 stieg diese Zahl zunächst nicht an, da die meisten Iren darauf hofften, dass die nächste Ernte wieder besser ausfallen würde. Als dann aber die Ernte 1846 erneut ausfiel, stieg die Zahl der Auswanderer sprunghaft an. Manche Großgrundbesitzer förderten und finanzierten die Ausreise ihrer Pächter, aus der Überlegung heraus, dass es günstiger käme, einmalig eine Überfahrt zu bezahlen als längerfristig für den Unterhalt in einem Armenhaus aufkommen zu müssen. Es gab Jugendliche, die Straftaten begingen, um in Sträflingskolonien wie Australien deportiert zu werden, wo sie zwar unfrei sein würden, aber immerhin zu essen erhielten.
Von 1845 bis 1855 verließen schätzungsweise fast zwei Millionen Iren das Land. Ungefähr drei Viertel von ihnen wanderten nach Nordamerika aus, die restlichen 25 Prozent gingen nach Großbritannien und Australien.
An Bord der schlecht ausgestatteten Emigrationsschiffe waren Krankheiten und Seuchen verbreitet, was ihnen den Namen coffin ships („Sargschiffe“) einbrachte. Weil man fürchtete, dass sie Seuchen einschleppten, wurden die irischen Einwanderer zumeist nicht sehr erfreut empfangen. Viele solche Schiffe wurden von den USA nach Kanada umgelenkt. Auf Grosse Isle in Kanada, wo alleine im Jahr 1847 fast 10.000 Iren beerdigt wurden, weist eine Gedenktafel darauf hin, dass viele auch nach der Landung starben:

“Thousands of the children of the Gael were lost on this island while fleeing from foreign tyrannical laws and an artificial famine in the years 1847–8. God bless them. God save Ireland!”

„Tausende Kinder der Iren sind auf dieser Insel umgekommen, als sie in den Jahren 1847–8 vor ausländischen, tyrannischen Gesetzen und einer künstlichen Hungersnot flohen. Gott segne sie. Gott schütze Irland!“

Diejenigen, die die Überfahrt überlebten, gehörten in ihrer neuen Heimat jeweils zu der untersten Gesellschaftsschicht. Aufgrund ihrer katholischen Konfession und ihrer Herkunft waren sie mit Vorurteilen konfrontiert. Um überleben zu können, übernahmen sie schwerste und schmutzige Arbeit zu sehr niedrigen Löhnen, was ihnen den Hass der angestammten Arbeiterklasse eintrug, der die Iren zur Konkurrenz wurden. Die irischen Frauen arbeiteten als Dienstbotinnen und in Textilfabriken, die Männer beim Bau von Eisenbahnlinien und Kanälen oder im Bergbau. Viele Männer kamen bei diesen gefährlichen Tätigkeiten ums Leben. Nach einer Redensart war „unter jeder Eisenbahnschwelle ein Ire begraben“. Obwohl, oder gerade weil sie zur untersten Schicht der Bevölkerung gehörten, war der Zusammenhalt unter den irischen Emigranten sehr groß. Man besann sich auf die alten Traditionen und unterstützte die in Irland gebliebenen Verwandten. Viele Irisch-Amerikaner nahmen auf der Seite der Union am Amerikanischen Bürgerkrieg 1861–65 teil. Sie sahen darin eine Vorbereitung auf den Kampf gegen England.
Auch nach der Hungersnot hielt die Auswanderung aus Irland wegen der weiterhin schlechten wirtschaftlichen Bedingungen an, bis um 1900 verließen jedes Jahr Zehntausende das Land. Die Bevölkerungszahl Irlands erreichte nie mehr den Stand vor der Hungersnot. 1904 wurde der Tiefpunkt mit 4.398.462 Einwohnern erreicht, seitdem steigt die Bevölkerungszahl von Irland wieder an. 2005 hatte die gesamte Insel Irland 5.800.000 Einwohner (gegenüber etwa 8.100.000 vor der Hungersnot). 2019 betrug die Bevölkerungszahl des Staates Irland noch immer weniger als fünf Millionen und die von Nordirland betrug noch immer weniger als zwei Millionen.
Eine weitere Folge war der beinahe völlige Untergang der irischen (gälischen) Sprache. Diese war bereits vor der Hungersnot im Rückgang begriffen, da im 18. Jahrhundert das Englische zur Sprache der oberen Gesellschaftsschicht, der Verwaltung und Regierung geworden war und wirtschaftlicher und sozialer Aufstieg sowie politische Aktivitäten an die englische Sprache gebunden waren. 1841 sprachen noch vier Millionen Iren Gälisch. Sie gehörten aber größtenteils der unteren Gesellschaftsschicht an, die der Hungersnot hauptsächlich zum Opfer fiel. 1851 sprachen nur mehr etwas weniger als 25 % der Bevölkerung Gälisch. Die irischsprachigen Emigranten gaben ihre Sprache zu einem großen Teil auf und ließen ihre Kinder stattdessen Englisch lernen, um ihnen Verständigungsprobleme zu ersparen.
Die Hungersnot hatte aber nicht nur Einfluss auf die irische Sprache. Angesichts der großen Not, der vielen Toten und Emigranten waren viele alte Bräuche, Lieder und Tänze in Vergessenheit geraten.

### Politische Folgen

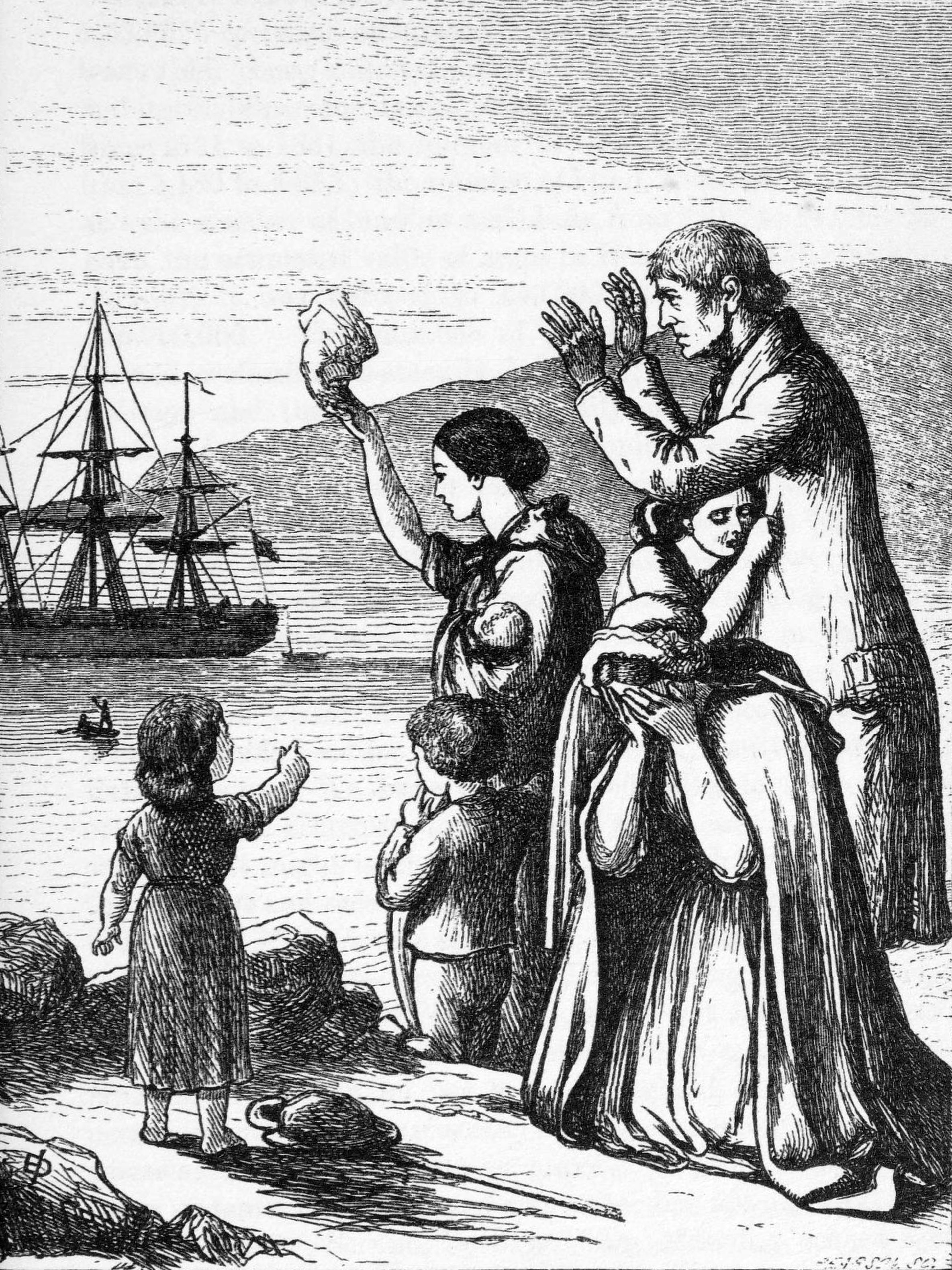
Emigranten verlassen Irland

Die sozialen und politischen Verhältnisse, die die Katastrophe mit verursacht hatten, blieben nach der Hungersnot, in den 1850er- und 1860er-Jahren, zunächst unverändert. Historiker spekulieren, dass die traumatischen Erfahrungen der Hungersnot derart schwer auf der irischen Bevölkerung lasteten, dass politischer Aktivismus dadurch weitgehend gelähmt wurde.
Längerfristig wuchs jedoch infolge der Hungersnot das (auch gewaltsame) Bestreben nach einer Änderung dieser Verhältnisse und nach der Unabhängigkeit Irlands von Großbritannien. Denn zwar war die Situation bereits vor 1845 – nach Jahrhunderten englischer Fremdherrschaft – angespannt gewesen, und immer wieder war es zu Aufständen gekommen; die Reaktion Großbritanniens auf die Hungersnot wurde aber von einem großen Teil der Bevölkerung als harte und unmenschliche Haltung empfunden und trug so zu einer Steigerung des Hasses auf England bei. Wäre vor der Hungersnot eine friedliche Lösung auf dem Verhandlungstisch vielleicht noch denkbar gewesen, so schien danach Gewalt als legitimes, wenn nicht einziges Mittel, um die Unabhängigkeit Irlands zu erreichen.
Eine nicht unwesentliche Rolle spielten die Emigranten. Diese hatten ihre Erinnerungen an die Not und den Hass auf Großbritannien, das sie ihrer Meinung nach zur Emigration gezwungen hatte, mitgenommen in ihre neue Heimat. So unterstützte eine große Zahl der irischen Auswanderer moralisch und finanziell neu entstehende Widerstandsorganisationen in Irland wie die Irish Republican Brotherhood (Fenier) oder die Irish National Land League. „[…] wahrscheinlich sind es diese Verbindungen, in denen das Haupterbe des Großen Hungers zu sehen ist.“
Ab den 1870er-Jahren agierten diese Organisationen sowie irische Politiker mit zunehmender Intensität (und teilweise auch gewalttätig) für eine Änderung der sozialen und politischen Verhältnisse und für Selbstbestimmung und Unabhängigkeit Irlands (Home Rule). Insbesondere Charles Stewart Parnell, der auch als „ungekrönter König Irlands“ bezeichnet wurde, tat sich als Fürsprecher der irischen Anliegen hervor. Durch den politischen Druck auf England bekam Irland einen Sitz im Unterhaus der britischen Regierung in Westminster, wo Parnell immer wieder die Hungerkatastrophe als Beispiel für die Ausbeutung Irlands durch Großbritannien ansprach und das Sterben von Hunderttausenden als zwingende Konsequenz auf diese zurückführte.
Die nach wie vor in oft bitterer Armut lebenden Pächter begannen ebenfalls, sich gegen die Landlords zu organisieren. Nachdem 1879 die Kartoffelernte erneut schlecht ausgefallen war und viele betroffene Bauern eine weitere Hungersnot befürchteten, gründete Michael Davitt zusammen mit Parnell die Irish National Land League, die in den kommenden Jahrzehnten im sogenannten „Land War“ für die Anliegen der Pächter agitierte. Durch die Land Acts und den Wyndham Land Purchase Act von 1903 ging der irische Boden wieder in den Besitz der irischen Bauern über. Die Auswanderung nach Übersee stieg ebenfalls wieder an.
Die zunehmend gewaltsamen Unabhängigkeitsbestrebungen hielten an (Osteraufstand, Irischer Unabhängigkeitskrieg) und führten schließlich 1921 zur Unabhängigkeit der Republik Irland mit Ausnahme der Provinz Ulster, die bis heute zum größten Teil britisch und zu einem großen Teil protestantisch geblieben ist und wo der Konflikt zwischen ehemaligen (protestantischen, ursprünglich britischen) Eroberern und (katholischen, irischen) Eroberten noch längere Zeit anhielt.

### Kulturelle Auseinandersetzung heute
Die Große Hungersnot wird oft als Wendepunkt in der irischen Geschichte angesehen und ihre Auswirkungen aus verschiedenen Blickwinkeln betrachtet (Demografie, Politik/Unabhängigkeitsbestrebungen/Nordirlandkonflikt, Kultur, irische Emigranten in ihrer neuen Heimat etc.).
Bis heute ist die Große Hungersnot Bestandteil von Gedichten und Liedern verschiedener Art, so beispielsweise Thema des Folksongs The Fields of Athenry. Von der irischen Folk-Punk-Band The Pogues wird die durch die Hungersnot hervorgerufene Auswanderungswelle einschließlich des problematischen Fußfassens in den USA in dem Song Thousands Are Sailing, erschienen 1988 auf dem Album If I Should Fall from Grace with God, thematisiert. Die irische Pagan-Metal-Band Primordial veröffentlichte auf ihrem im Jahr 2005 erschienenen Album The Gathering Wilderness zum selben Thema den Song The Coffin Ships. Die irische Sängerin Sinéad O’Connor veröffentlichte 1995 den Song "Famine", in dem sie sich zu den Geschehnissen äußert. Von der irisch-amerikanischen Folk-Punk-Band Dropkick Murphys existieren eine Umsetzung des oben genannten Folksongs sowie ein T-Shirt, dessen Vorderseite einen aus dem Grab steigenden, skelettierten Dudelsackspieler zeigt, während auf der Rückseite die Worte “It’s so lonely Round the Fields of Athenry” zu lesen sind.

### An Gorta Mor Memorial
Das An Gorta Mór Memorial wurde 1995 an der N67 zwischen Ennistymon und Lahinch (52° 56′ 19,4″ N, 9° 18′ 49,1″ W) errichtet. Es steht gegenüber dem früheren Siechenhaus Ennistymon Hospital im palladianischen Stil. Der Ancient Order of Hibernians (AOH), das Board of Erin, das Board of America und der Clare County Council erreichten in einer gemeinsamen Anstrengung die Steinsetzung dieses Monuments. Der Text zitiert eine Passage aus den Archiven vom 25. Februar 1848. Dort wird von einem vierjährigen Waisenjungen berichtet, der vor dem Workhouse steht und eine Notiz zur Aufnahme anempfohlen wird, nachdem sein Vater im vergangenen Jahr und die Mutter am vergangenen Mittwoch verstorben sei und er verhungern werde, wolle man sich nicht seiner annehmen.

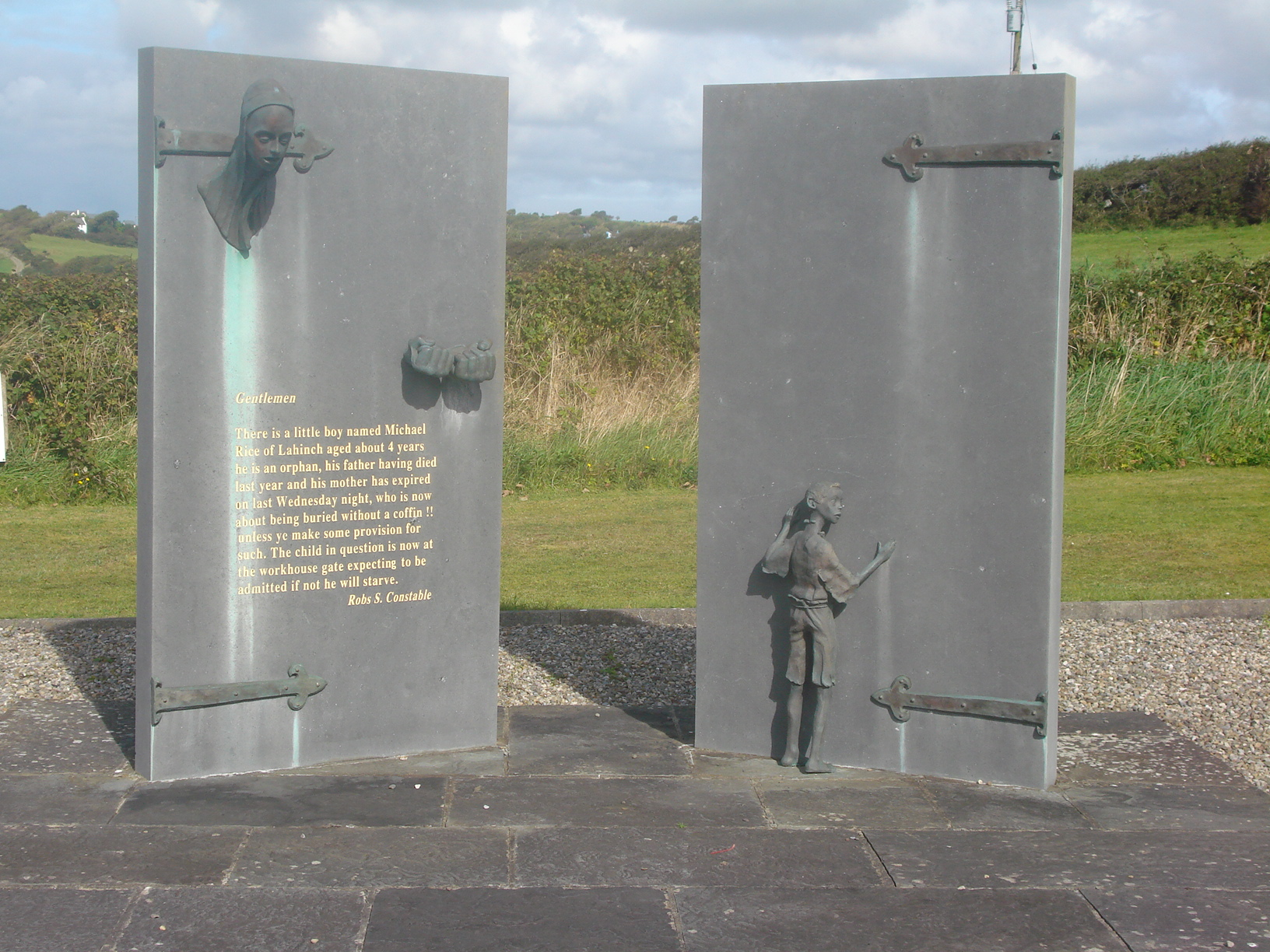
Monument An Gorta Mór bei Ennistymon

Das Workhouse und das Siechenhaus waren zu der Zeit kaum eine Hilfe. Die Behandlung und die Versorgung der Untergebrachten war schlecht. Obwohl die Einrichtungen wohl an die 600 Plätze aufwies, war die Kapazität auch in den Zeiten der schlimmsten Hungersnot nie ausgeschöpft. Der Friedhof des Workhouses war schließlich zum Massengrab mit mehr als 2000 Toten verkommen, die an Fieber, Unterernährung und Vernachlässigung starben.

## Belletristik
- Jonatha Ceely: Mina. Delacorte Press, New York 2004, ISBN 0-385-33690-X.
  - deutsche Übersetzung: Mina. Historischer Roman. Blanvalet, München 2004, ISBN 3-442-36102-8 (übersetzt von Elfriede Peschel).
- Ann Moore: Leaving Ireland. Putnam Penguin, New York 2002, ISBN 0-451-20707-6.
  - deutsche Übersetzung: Abschied von Irland. List, Berlin 2005, ISBN 3-471-79489-1 (Übersetzt von Franca Fritz und Heinrich Koop).
- Joseph O’Connor: Star of the sea. Farewell to Old Ireland. Vintage Press, London 2003, ISBN 0-09-946962-6.
  - deutsche Übersetzung: Die Überfahrt. Roman. S. Fischer Verlag, Frankfurt am Main 2003, ISBN 3-10-054012-3 (Übersetzt von Manfred Allié und Gabriele Kempf-Allié).
- Liam O’Flaherty: Famine. Wolfhound Press, Dublin 2000, ISBN 0-86327-043-3 (EA London 1937)
  - deutsche Übersetzung: Zornige grüne Insel. Eine irische Saga. Diogenes Verlag, Zürich 1987, ISBN 3-257-21330-1 (übersetzt von Herbert Roch; früherer Titel: Hungersnot).
- Jacqueline O’Mahony: Sing, Wild Bird, Sing. Lake Union Publishing, Seattle 2023, ISBN 978-1662512186
  - deutsche Übersetzung: Sing, wilder Vogel, sing. Diogenes Verlag, Zürich 2024, ISBN 978-1662512186 (übersetzt von pocaio und Roberto de Hollanda)